# Montdidier (Somma)
Montdidier – miejscowość i gmina we Francji, w regionie Hauts-de-France, w departamencie Somma.
Według danych na rok 1990 gminę zamieszkiwały 6262 osoby, a gęstość zaludnienia wynosiła 498 osób/km² (wśród 2293 gmin Pikardii Montdidier plasuje się na 31. miejscu pod względem liczby ludności, natomiast pod względem powierzchni na miejscu 297.).